# Eryk Kulm (aktor)
Eryk Kulm (ur. 19 października 1990 w Warszawie) – polski aktor filmowy, telewizyjny i teatralny. Laureat nagrody im. Zbyszka Cybulskiego (2022) oraz Orła za najlepszą główną rolę męską w filmie Filip (2022).

## Życiorys
Urodził się w Warszawie 19 października 1990. Jest wnukiem Eryka Kulma, długoletniego (33 lata służby) oficera rozrywkowego na MS Batory i synem muzyka Eryka Kulma.
Debiutował rolą w filmie Pręgi (2004). W 2016 ukończył studia na Wydziale Aktorskim Akademii Teatralnej im. Aleksandra Zelwerowicza w Warszawie. Występował na scenach warszawskich teatrów: Capitol, Dramatycznego, Kwadrat i Studio.
Za tytułową rolę w filmie Filip (2022) otrzymał Orła za najlepszą główną rolę męską, nagrodę im. Zbyszka Cybulskiego przyznawaną młodym aktorom wyróżniającym się indywidualnością oraz nagrodę im. Elżbiety Czyżewskiej dla najlepszego aktora na Nowojorskim Festiwalu Filmów Polskich.
W 2024 zagrał w serialach Kiedy ślub? i Klara. Został nagrodzony Telekamerą 2024 w kategorii „olśnienie Tele Tygodnia”.

## Filmografia

### Filmy i seriale
- 2004: Pręgi
- 2010: Mała matura 1947 jako Bogdan Rosenfeld
- 2010: Mała matura 1947 (serial) jako Bogdan Rosenfeld (odc. 2, 3, 4)
- 2010–2015: Barwy szczęścia jako Kuba, kolega Huberta
- 2012: Prawo Agaty jako Tomek (odc. 22)
- 2013: Komisarz Alex jako Cinek (odc. 29)
- 2013: Ojciec Mateusz jako Olek Piotrowski (odc. 134)
- 2014: Kamienie na szaniec jako Jan Rodowicz „Anoda”
- 2016: Bodo jako Karol Hanusz
- 2016: Bodo (serial) jako Karol Hanusz
- 2016: Ojciec Mateusz jako Zbyszek Fabisiak, brat Róży (odc. 192)
- 2017: Belle Epoque jako Zygmunt Kazanecki, asystent Jelinka
- 2018–2019: Wojenne dziewczyny jako klarnecista Tadeusz, mąż Zosi
- 2019: Lepsza połowa
- 2019: Mowa ptaków jako Józef
- 2019: Piłsudski jako boy hotelowy
- 2020: Polot jako Dionizy
- 2020: O mnie się nie martw jako Patryk Walicki
- 2020: Ojciec Mateusz jako Maciej Kocur (odc. 309)
- 2021: Cudak jako wodzirej
- 2021: Kuchnia jako kucharz Igor Jurczenko
- 2021: Lokal zamknięty jako Bartosz Skompy „Bart”
- 2021: Śmierć Zygielbojma jako Abraham Blum
- 2022: Nic mnie w tobie nie przeraża jako Juri
- 2022: Filip jako Filip
- 2022: Zachowaj spokój jako policjant Jacek
- 2023: Teściowie 2 jako Jan Sznajder, partner Małgorzaty
- 2023: Lipowo. Zmowa milczenia jako Marek Ziętar
- 2023: Przysięga Ireny jako Abram Klinger
- 2024: Kiedy ślub? jako Antoni „Tosiek” Świętojański
- 2023: Klara jako Gerard, kot Klary
- 2024: Bokser jako Jędrzej Czernecki

### Spektakle telewizyjne
- 2016: Trash story albo sztuka (nie) pamięci
- 2020: Halo, Halo, tu mówi Warszawa jako Władysław Szpilman

## Nagrody
- 2015: Nagroda SFP za rolę Wolanda w spektaklu Mistrz i Małgorzata na Międzynarodowym Festiwalu Szkół Teatralnych ITSelF w Warszawie